# Flor Pomponiu
Flor Pomponiu (n. 7 aprilie 1950, București, România) este un inginer și politician român, fost primar al sectorului 1 în perioada februarie 1992 - iunie 1996 din partea PNL. A fost primul primar al sectorului 1 ales prin alegeri locale libere după 1989.

## Vezi și
- Lista primarilor sectoarelor bucureștene aleși după 1989